# Lista de observadores permanentes da Santa Sé nas Nações Unidas
Esta é uma lista de observadores permanentes da Santa Sé, ou outros chefes de missão, junto da Organização das Nações Unidas em Nova Iorque.
A Santa Sé tem o estatuto de observador permanente das Nações Unidas desde 6 de abril de 1964.
| Início | Término | Observador permanente (Chefe de missão) | Cargo                 | Credenciais |
| ------ | ------- | --------------------------------------- | --------------------- | ----------- |
| 1964   | 1973    | Alberto Giovannetti                     | Observador permanente |             |
| 1973   | 1986    | Giovanni Cheli                          | Observador permanente |             |
| 1986   | 2002    | Renato Raffaele Martino                 | Observador permanente |             |
| 2002   | 2010    | Celestino Migliore                      | Observador permanente |             |
| 2010   | 2014    | Francis Chullikatt                      | Observador permanente | 2010-09-15  |
| 2014   | 2019    | Bernardito Cleopas Auza                 | Observador permanente | 2014-09-19  |
| 2019   |         | Gabriele Giordano Caccia                | Observador permanente | 2019-11-16  |